# Tractat de Zgorzelec

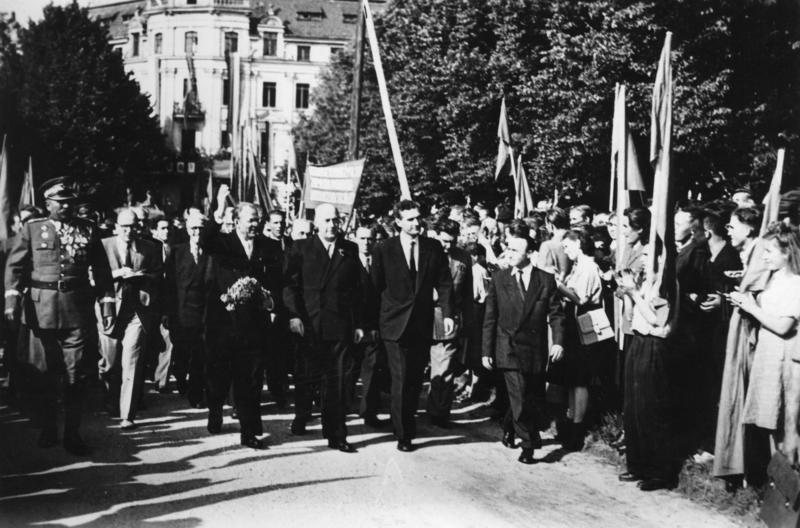
Grotewohl (l.) I Cyrankiewicz caminant cap el centre de Zgorzelec per signar el tractat

El Tractat de Zgorzelec (per títol sencer: Acord Respecte la Demarcació de l'Establerta i Existent frontera entre els Estats alemany i polonès), també conegut com a Tractat de Görlitz i Tractat de Zgorzelic) fou un acord diplomàtic entre la República de Polònia i la República Democràtica Alemanya (RDA) signat el 6 de juliol del 1950 a Zgorzelec, des del 1945 la part oriental de la ciutat alemanya de Görlitz. En l'actualitat l'edifici on se signà l'acord està situat a un parc de la ciutat de Zgorzelec proper a la frontera entre tots dos Estats. 

## Història
L'acord va ser signat sota pressió soviètica per Otto Grotewohl, primer ministre del govern provisional de la República Democràtica d'Alemanya (RDA) i el premier polonès Józef Cyrankiewicz. 

## Continguts
L'acord reconeixia la línia Oder-Neisse, imposada pels Aliats a la Conferència de Potsdam el 1945, com a frontera entre els dos estats. Els termes es referien a la "definida i existent frontera" que va des de la mar Bàltica, a l'oest de la ciutat de Świnoujście (Swinemünde) i continua al llarg dels rius Oder i Neisse fins a la frontera txecoslovaca. Tanmateix, no s'esmentava la ciutat de Szczecin (Settin) que havia estat atribuïda a Polònia. A conseqüència d'això, el govern de l'Alemanya de l'Est acceptava la divisió de les ciutats de Küstrin, Frankfurt (Oder), Guben i Görlitz. 

## Conseqüències
Tot i que el tractat vinculava Polònia i l'Alemanya de l'est, durant molts anys no va ser vist reconegut com a acord de ple dret internacional per molts membres occidentals de la comunitat internacional[2]. El tractat no fou reconegut per la República Federal d'Alemanya ni pels estats de membres d'OTAN. El 1954, quatre anys després de la signatura del Tractat de Zgorzelec, quan la Unió soviètica reconeixia formalment la RDA com a estat independent, aquella es reservava drets sobre Alemanya Oriental (semblants a aquells imposats pels Aliats Occidentals per les Convencions Bonn-París) fins que se signés un acord diplomàtic formal amb una Alemanya unificada. El govern de l'Alemanya occidental continuava defensant la tesi que els territoris de la línia Oder-Neisse eren "sota administració polonesa i soviètica". Aquest principi es modificaria arran de la signatura del Tractat de Varsòvia (1970) pel canceller Willy Brandt pel qual es reconeixia de facto la frontera germano-polonesa. De retruc es confirmava l'acceptació d'Alemanya occidental del Tractat de Zgorzelec com un acord internacional que lliga en els estats que eren partit a ell. La validesa del Tractat de Zgorzelec es va veure confirmada a més per una sentència judicial del Tribunal Constitucional Federal del 1973 sobre el Tractat Bàsic entre les dues Alemanyes. Finalment Alemanya, un cop aconseguida la seva sobirania coma Estat de ple dret reconeixerà formalment la línia Oder-Neisse com a frontera amb el Tractat de Frontera polonès alemany (1990).

## Galeria

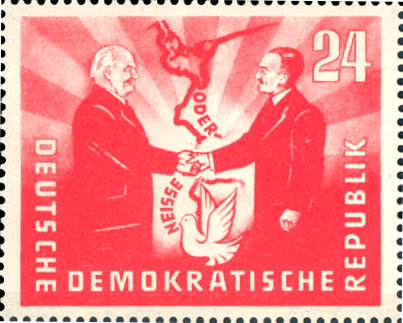
1951 segell del la RDA commemoratiu del Tractat de Zgorzelec. Figuren els presidents Wilhelm Pieck (RDA) i Bolesław Bierut (Polònia)